# Arrondissement del dipartimento del Morbihan
Gli arrondissement del dipartimento del Morbihan, nella regione francese della Bretagna, sono tre: Lorient (capoluogo Lorient), Pontivy (Pontivy) e Vannes (Vannes).

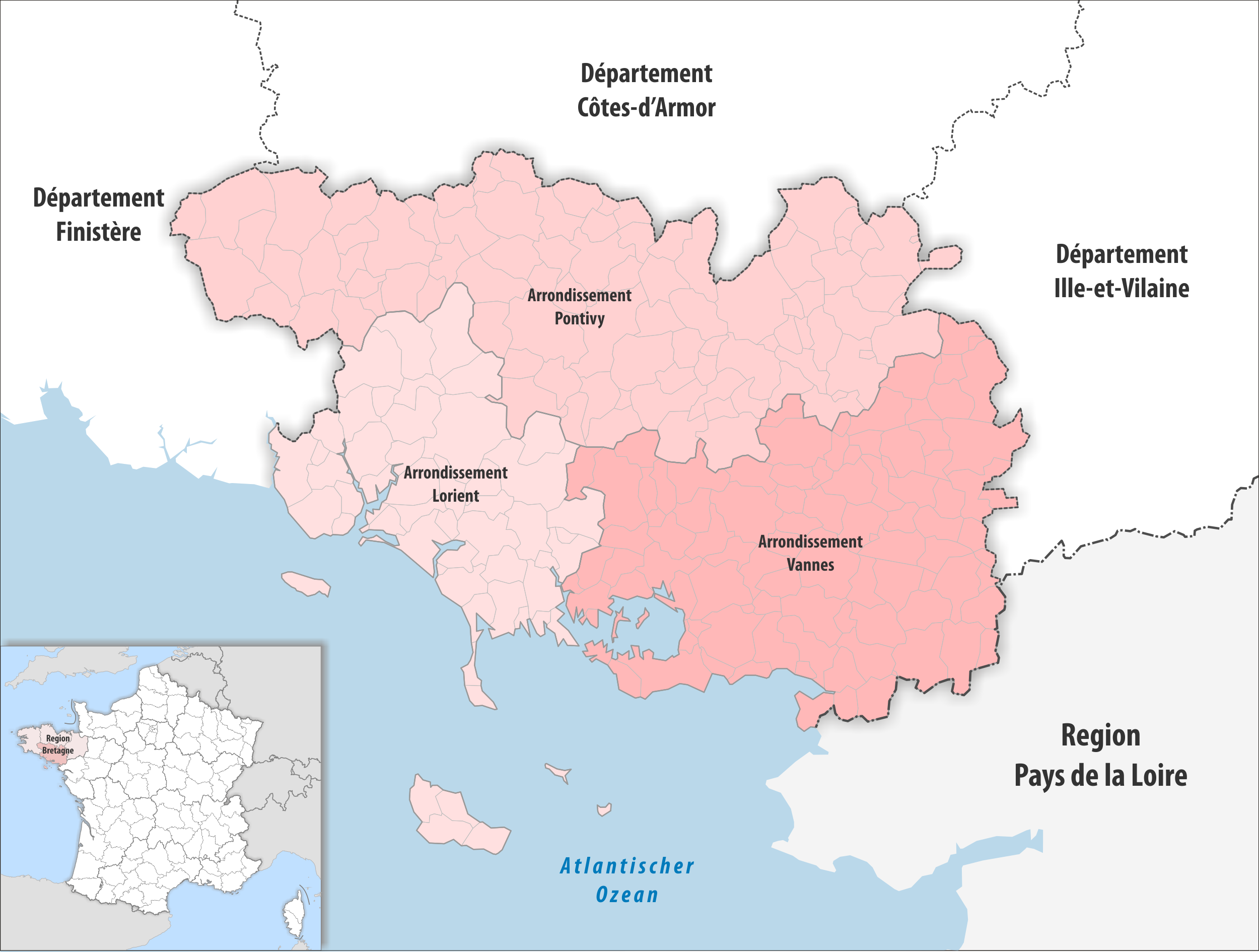
Gli arrondissement del dipartimento del Morbihan nel 2019

## Composizione
| Nome                      | Codice INSEE | N° di comuni | Superficie km2 | Popolazione | Densità (abitanti/km2) |
| ------------------------- | ------------ | ------------ | -------------- | ----------- | ---------------------- |
| Arrondissement di Lorient | 561          | 58           | 1 461,8        | 315 118     | 216                    |
| Arrondissement di Pontivy | 562          | 93           | 2 944,6        | 155 451     | 53                     |
| Arrondissement di Vannes  | 563          | 99           | 2 416,2        | 284 298     | 118                    |
| Dipartimento del Morbihan | 56           | 250          | 6 822,6        | 754 867     | 111                    |

## Storia
- 1790: istituzione del dipartimento del Morbihan con nove distretti: Auray, Le Faouët, Hennebont, Josselin, Ploërmel, Pontivy, La Roche-Bernard, Rochefort e Vannes.
- 1800: istituzione degli arrondissement di: Lorient, Ploërmel, Pontivy e Vannes.
- 1926: l'arrondissement di Ploërmel è soppresso.[5][6]
- 2017: i confini degli arrondissement del Morbihan sono modificati con decorrenza gennaio 2017:
  - un comune dall'arrondissement di Lorient all'arrondissement di Vannes;
  - 21 comuni dall'arrondissement di Vannes all'arrondissement di Pontivy.[7]